# Tritosulfuron
Tritosulfuron ist eine chemische Verbindung aus der Gruppe der Sulfonylharnstoffe, welche im Jahr 2004 von BASF als Herbizid eingeführt wurde.

## Verwendung
Tritosulfuron wird als systemisches Nachauflauf-Herbizid im Getreideanbau verwendet. Die Wirkung basiert auf Hemmung der Acetolactat-Synthase. Es hat Wirkungsschwächen gegen Feld-Ehrenpreis, Klatschmohn, Gänsefüße, Klettenlabkraut und Stiefmütterchen.

## Zulassung
In einer Reihe von EU-Staaten, unter anderem Deutschland und Österreich, sowie waren Pflanzenschutzmittel (z. B. Biathlon) mit diesem Wirkstoff zugelassen. Zum 6. November 2024 lief die Zulassung in der Europäischen Union aus. In der Schweiz sind Präparate mit Tritosulfuron noch bis zum 1. Januar 2026 erhältlich. Die Verwendungsfrist läuft bis zum 1. Juli 2026.